# 四角反棱柱形分子构型
方形反稜柱分子構型是描述一種有八個原子、原子基團或配體連接在一個中心原子周圍的分子構型，其分子形狀類似正四角反稜柱。像八氟合氙(VI)酸亞硝醯(NO)
2XeF
8中的XeF82−離子即為此構型。
方形反稜柱分子構型是八配位的過渡金屬配合物中，常見的三種分子構型之一，另外兩種是十二面體及双帽三棱柱分子構型。

## 範例
- XeF82−
- IF8−
- ReF8−
- ZrF84−